# Genseiryū

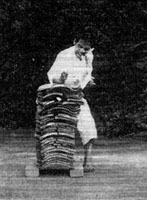
Seiken Shukumine (1925–2001)

Genseiryū(玄制流?) es un estilo de kárate con raíces en Tomari-te, uno de los tres estilos originales de karate practicado en Okinawa Japón.  Fue desarrollado por Seiken Shukumine (1925–2001) quién combinó técnicas clásicas con sus propias innovaciones, desarrollando así las características especiales de Genseiryū. Shukumine tuvo dos maestros conocidos, Sadoyama y Kishimoto. El nombre Genseiryū fue utilizado por primera vez en 1953. En japonés el nombre consta de tres caracteres diferentes (kanji):玄制流.
El primero es gen(玄?) Y significa  'misterio', oculto', y 'universo' pero también 'una verdad sutil y profunda'. 
El segundo es sei(制?) Y se traduce como 'control',  'sistema', 'ley' o 'regla' pero también como 'creando una forma.' 
El último es ryū(流,ryū?) Que se traduce simplemente como  'estilo', 'escuela' o 'corriente'.  
La combinación de gensei(玄制?) Podría traducirse como 'controlar el universo', pero los miembros de este estilo suelen interpretarlo como 'perseguir el origen de la verdad y expresarlo a través de la forma', tanto física como espiritualmente. 

## Historia
Genseiryū tiene sus raíces en un antiguo estilo de kárate llamado Shuri-te. Algunas fuentes sitúan Tomari-te como la raíz, pero las diferencias son mínimas ya que ambos estilos contribuyeron al desarrollo de Shōrin-ryū. Entre los años 1920 y los 30 había tres estilos de kárate mayoritarios en Okinawa. Todos ellos  nombrados a partir de las ciudades donde fueron desarrollados: Naha, Tomari y Shuri. Estos tres estilos (Naha-Te, Tomari-Te y Shuri-Te) son conocidos generalmente como Kárate de Okinawa.
Matsumura "Bushi" Sōkon (1809–1898) fue uno de los maestros de Shuri-te. Uno de sus muchos alumnos, el cual posteriormente se convertiría en una de las leyendas del kárate fue Yasutsune (Ankō) Itosu. Un alumno menos conocido fue Bushi Takemura, quien desarrolló una versión del kata (型) Kushanku que aun se entrena en Genseiryū y Bugeikan. Uno de los alumnos de Takemura fue  Kishimoto (1862–1945, algunas fuentes sitúan 1868 como su año de nacimiento). El sería finalmente el maestro de Seiken Shukumine.

### Seiken Shukumine
Seiken Shukumine comenzó a la edad de 8 años con su entrenamiento de kárate de la mano de Ankō Sadoyama, un gran maestro en koryū kárate ("estilo tradicional usando técnicas chinas"). Le entrena a lo largo de cuatro años. Cuándo Shukumine tenía aproximadamente 14 años, fue aceptado por Kishimoto. Kishimoto era muy selectivo: tuvo sólo nueve kōhai (alumnos) durante su vida y Seiken Shukumine también tuvo que insistir muchas veces, antes de que Kishimoto decidiera aceptarle como estudiante. Los últimos dos estudiantes de Kishimoto fueron de hecho Seiken Shukumine y Seitoku Higa (nacido 1920). Otra fuente declara que Seiken Shukumine fue probado antes de Kishimoto le aceptara como alumno.[cita requerida] Cuándo Shukumine y Kishimoto se encontraron por primera vez, Kishimoto tomó un atizador y lanzó una pieza de carbón con todas sus fuerzas hacia Shukumine, quién lo esquivó. Entonces Kishimoto le aceptó como estudiante con una condición: tuvo que prometer que mantendría las técnicas en secreto.
En 1949 en la ciudad de Élō (Shizuoka Prefectura, Japón), Seiken Shukumine hizo una demostración pública de sus nuevas técnicas de kárate por primera vez. En octubre de 1950 Seiken Shukumine participó en una exhibición de kárate organizada por Nippon Televisión. En esta exhibición también participarían otros maestros como Hidetaka Nishiyama (de la Asociación de Kárate de Japón, JKA), Yasuhiro Konishi (Ryobukai) Ryusho Sakagami (Itosukai), H. Kenjo (Kenshukai), Kanki Izumikawa y Shikan (Seiichi) Akamine (ambos de Gōjū-ryū). Shukumine ejecutó el kata Koshokun dai, Tameshiwari (técnica de rompimiento, en este caso Shukumine rompió 34 tejas con el borde de la mano abierta) y Hachidan-tobi-geri (patada en salto con 8 golpes). A comienzos de la década de 1950 Shukumine creó el kata Sansai, pilar fundamental del estilo Genseiryū.
En 1953 Shukumine comenzó a dar lecciones a las Fuerzas de autodefensa en la base militar de Tachikawa y durante los próximos 10 años da lecciones en varios dojos alrededor del área de Tokio. Sería en 1953 cuando Shukumine llamaría oficialmente a sus técnicas Genseiryū, aunque 1950 es a menudo mencionado como el año en el que se fundó Genseiryū.
En 1965 Shukumine introdujo un arte marcial nuevo. Este arte marcial es una evolución de Genseiryū fue bautizado como Taidō. Taidō no debe ser considerado como kárate, sino como arte marcial nuevo. A partir de entonces, Shukumine se implicaría principalmente en el desarrollo del Taidō y varios de sus alumnos comenzaron a entrenar Taidō también. Sin embargo, varios de sus estudiantes de Taidō mantuvieron relaciones amistosas con la comunidad de Genseiryū y Shukumine ocasionalmente siguió involucrado con sus antiguos alumnos, ya que deseaba que se unieran a él en Taido.
En 1964 Shukumine publicó su libro Shin Karatedō Kyōhan en qué  describe los principios de Ko-ryu Kárate-do. Algunos katas en el libro está explicados exhaustivamente, con fotografías.
- Ten-i no Kata
- Chi-i no Kata
- Jin-i no Kata
- Sansai
- Koryū Naifanchi
- Koryū Bassai
- Koryū Kusanku

En este libro se mencionan un total de 44 katas aproximadamente, si bien muchos de ellos sin fotografías, incluyendo Taikyoku-Shodan, Tensho-no-Kata, Wankan, etc. En el libro se menciona el nombre Genseiryū en algunas ocasiones. Los contenidos del libro son referidos como koryū (古流),  'tradición vieja' o 'escuela vieja' de kárate. En el libro aparecen también algunos katas de su propia creación: Ten-i no Kata Chi-i no Kata Jin-i no Kata y Sansai.
```
A partir de la década de los 60 Genseiryū empieza a extenderse fuera de Japón a países como los EE.
 
UU., España, Finlandia, Holanda, Dinamarca, Australia, Brasil, India, etc.
```

A mediados de los 70, Shukumine escribió otro libro, este mucho menos conocido en el mundo de kárate. La traducción del título de este libro vendría a ser algo como  "Entrenamiento de kárate mediante ilustraciones" y consta aproximadamente de 200 páginas donde describe técnicas de kárate incluyendo también las diferencias entre kárate y judo, kárate y aikido, kárate y Taidō, etc.
El 26 de noviembre de 2001 Seiken Shukumine fallece de arresto cardíaco, después padecer una larga enfermedad (desde 1995). Tenía 75 años y dejó una mujer, un hijo y dos hijas detrás.

## Características de Genseiryū
Shukumine era también conocido como filósofo y durante la guerra aprendió que hacer algo inesperado es el secreto de la victoria, ya fuera en una guerra entre dos naciones o en un simple enfrentamiento personal. En otras palabras,: la filosofía básica de Genseiryū persigue esta idea de hacer lo inesperado.
Los ideogramas del Kanji del estilo, significan lo siguiente:
- Gen: serenidad, razón profunda
- Sei: ley, regla, formar y dominar
- Ryu: estilo, escuela

Shukumine medió sobre cómo aplicar esta idea no sólo a la vida diaria sino también al Kárate Genseiryū  y sus kata. Finalmente creó la teoría básica de "Sen, Un, Hen, Nen y Ten." Estos son los principios básicos que hacen de Genseiryū un estilo de kárate tridimensional:
- Sen (torbellino): Movimiento circular vertical del eje de cuerpo (rotating, torneado);
- Un (Olas): movimiento elegante arriba y abajo hacia el adelante y hacia atrás;
- Hen (nubes): movimiento de caída hacia adelante y atrás, derecha e izquierda por voluntad propia ;
- Nen (remolino): técnicas de torcimiento de manos y brazos, principalmente ejecutadas en el sitio;
- Ten (luminoso): técnica en una situación inesperada creada mediante giros inesperados ya sea hacia los dados, hacia delante o hacia atrás.

"Sansai",conocido ampliamente como kata típico de Genseiryū, consta de varias de estas técnicas. Otras técnicas genuinas de Genseiryū son las patadas Ebi-geri (patada posterior con ambas manos en el suelo y la cara cerca de él) y Manji-geri (patada lateral (mawashi-geri) con ambas manos en el suelo). Ambas patadas pertenecen al llamados grupo Shajo-geri  (cuerpo apoyado) y se entrena también en Taidō. Además de kata, Genseiryū también practica Shihō y Happō (algunos otros estilos de karate también los practican, si bien no todos). Shihō (四方) Traduce a 'cuatro direcciones' y comprende ejercicios en los que una combinación de técnicas se repite varios veces en las cuatro direcciones (adelante, atrás, derecha e izquierda). Happō es similar, pero traduce a 'ocho direcciones', por ello comprende ejercicios en ocho direcciones diferentes.
Shukumine también creó una serie de ejercicios denominados “kihon Gyogy”, el objetivo de estos es adentrar de una forma paulatina al practicante de Gensei-Ryu en los katas del estilo, a través de su entrenamiento y consta de los siguientes ejercicios:
- SHIHO UKE
- SHIHO TSUKI KERI
- SHIHO EMPI KERI
- SHIHO NUKI
- SHIHO KUZUSHI
- SHIHO YABURI
- HAPPO NUKI

### Trabajos de la cadera
En el estilo Gensei-ryu, la cadera debe moverse de forma fluida, sin rigidez ni contracción excesiva, predominando en todo momento la fluidez en el movimiento, realizando movimientos cortos y rápidos la cadera.
Existen cuatro formas principales de posición de la cadera:
- HAN SHIN: La cadera gira a 45° respecto a la pierna adelantada; se utiliza en técnicas de cierre.
- KAI SHIN: La cadera gira hasta situarse de forma frontal, este tipo de trabajo se utiliza para las técnicas de ataque de puño, tanto en desplazamiento como estático.

- GYAKU HAN SHIN: La cadera gira de forma inversa semifrontal, utilizando esta posición para realizar defensas, con el brazo contrario a la pierna adelantada.

- CHOKU SHIN: La cadera gira de forma lateral siempre con relación al objetivo, tanto en ataque como en defensa.

Las posiciones más características del estilo Gensei-Ryu son:
- NEKO-ASHI-DACHI

- RYUNEN-DACHI

- ENOJI-DACHI

- FUDO-DACHI

- KATA HIZA-DACHI

- CHOKUSHIN-DACHI

### Defensas
En el estilo Gensei-Ryu, además de las defensas comunes a otros estilos, se realizan otras más características como:
- TORITE-UKE

- NANAME-UKE

- HOTATE KAMAE: esta técnica de mano se utiliza normalmente como una guardia de concentración (también se puede utilizar como blocaje).

- En cuanto a la nomenclatura de las defensas Soto-uke y Uchi-uke, hay diferencia con relación a otros estilos, ya que en Gensei-Ryu se denomina Soto-uke a lo que otras escuelas llaman Uchi-uke  y lo mismo con la defensa Uchi-uke, que es llamada en otros estilos Soto-uke, en Gensei-Ryu se nombra la parte con la que se defiende, y no la dirección de la defensa.

### Técnicas de pierna
Las Técnicas de pierna utilizadas en Gensei-Ryu son las comunes a otros estilos, pero también se utilizan las siguientes que son propias de este estilo:
- EBI-GERI

- SAJO-GERI

- MANJI-GERI

- SENJO-GERI

### Desplazamientos
Gensei-Ryu tiene además de los desplazamientos tipos de  otros estilos, varios característicos como son:
- MAWARI-ASHI ( desplazamiento circular)

- SASHI-KOMI-ASHI ( desplazamiento entrando por detrás)

- HIRAKI-ASHI (desplazamiento hacia las diagonales o lateralmente)

### Respiración
Gensei-Ryu, utiliza dos tipos de respiración:
- DONTO: Respiración normal (esta es la más utilizada dentro del estilo)

- NOGARE: Diafragmática con contracción no sonora, utilizada en las técnicas del estilo que conllevan concentración y actitud mental.

### Katas
Katas Honkei, son las creadas por Shukumine:
- TAISABAKI-NO-KATA

- TEN-I

- CHI-I

- JIN-I

- SAN-SAI

## Disolución en 1965
A lo largo de los años, unos cuantos alumnos de Seiken Shukumine rechazaron el Taidō y continuaron entrenando Genseiryū incluso cuando Shukumine abandonó sus enseñanzas de Genseiryū en 1965. A pesar la salida de Seiken Shukumine de Genseiryū en 1965, varios de sus alumnos han continuado su enseñanza. 
Butokukai, fundada tres años antes de la retirada de  Seiken Shukumine del mundo de Kárate, fue continuada por Kunihiko Tosa.
La organización más antigua actualmente en existencia es la Federación Internacional de Karate Genseiryū (1959), si bien esto es contestado en diversas ocasiones y por diversas fuentes.